# Родоканакис, Павлос
 Павлос Родоканакис  (греч.  Παύλος Ροδοκανάκης  Генуя, 1891 — Генуя, 1958) — греческий художник первой половины 20-го века.

## Биография
Павлос Родоканакис родился в Генуе в 1891 году.
Согласно другим источникам, он родился в Афинах, но до разрешения вопроса придерживаемся биографии художника на сайте Национальной галереи Греции.
Не располагаем данными о детстве художника.
Согласно биографии художника на сайте Национальной галереи, Родоканакис учился в Риме графике у Vittorio Grassi и живописи у Giulio Bargellini. но не уточняется когда.
Перед вступлением Греции в Первую мировую войну, во время Национального раскола, группа прогермански настроенных офицеров сдала германо-болгарским войскам 2 форта на греко-болгарской границе.
Среди интернированных в немецкий город Гёрлиц греческих солдат упоминается также Павлос Родоканакис.
Исследователь Герасимос Алексатос, в своей книге «Греки Гёрлица 1916—1919» утверждает, что именно в Гёрлице Родоканакис «дал первые образцы своего искусства как живописец».
По окончании войны, многие из интернированных греческих солдат приняли участие в Германской революции ноября 1918 года, одновременно создавая так называемые греческие «солдатские советы». После поражения революции, греческие солдаты, всеми возможными средствами, «даже пешком», стали возвращаться на родину.
Не располагаем данными о участии Родоконакиса в революции, а также информацией о дате возвращения художника в Грецию.
В 1919 году художник организовал персональную выставку в зале газеты «Свободная печать» (Ελεύθερος Τύπος) в Афинах и в том же году принял участие в выставке, которую организовала «Группа искусства» в галерее «La Boetie» в Париже.
После поражения и капитуляции Османской империи в Первой мировой войне, в мае 1919 года греческая армия, по мандату Антанты, взяла регион Смирны под свой контроль. Мандат предписывал Греции контроль региона на 5 лет (до проведения референдума).
Военными художниками экспедиционной греческой армии стали местные смирненские художники, самым известным из которых был Георгиос Прокопиу.
Но Прокопиу с 1920 года был назначен приказом командующего экспедиционной армией, Леонида Параскевопулоса «полевым кинематографистом».
В 1921 году, в ходе похода на Анкару, Военное министерство мобилизовало для освещения событий группу фотографов и группу художников, в качестве военных репортеров.
В группу художников входили Папалукас, Спирос, Византиос, Периклис и Павлос Родоканакис.
Для участия в походе Папалукас прервал свою учёбу в Париже. Византиос уже успел организовать в Прусе, где он служил, персональную выставку и с 1921 года числился «армейским художником».
Менее известным из трёх был Родоканакис.
Греческая армия продолжила наступление, но не смогла взять Анкару и в порядке отошла назад за реку Саггариос. Греческий историк Д.Фотиадис писал по этому поводу: «тактически мы победили, стратегически мы проиграли». Греческое монархистское правительство удвоило подконтрольную ему территорию в Малой Азии, но возможностями для дальнейшего наступления не располагало. Одновременно, не решив вопрос с греческим населением региона, правительство не решалось эвакуировать армию из Малой Азии. Фронт застыл на год.
Весной 1922 года в афинском Заппион была организована «Военная выставка», где были выставлены работы трёх художников, а также работы военных фоторепортеров.
Выставка прошла с большим успехом. Было принято решение перенести выставку в Смирну.
Решение стало роковым для работ художников.
В августе 1922 года фронт был прорван. Продвижение турок к Смирне сопровождалось истреблением коренного греческого населения Ионии:357.
Греческая армия оставила Смирну. Последовали сожжение города турками и резня населения:356.
В ходе резни и сожжения города, работы художников были утеряны. Число работ художников превышало 300. Однако греческий писатель Дукас, Стратис пишет, что только Папалукас потерял в Смирне 500 своих работ.
В 1923 году после пребывания в Афинах, Париже и Марселе художник обосновался в Генуе.
Родоканакис выставлял свои работы на персональных и групповых выставках в Италии. Он принял участие в Венецианских Биенале 1934, 1940 и 1948 годов, представляя как Грецию так и Италию.
Искусствоведы считают, что Родоканакис в начале своей деятельности находился под влиянием символизма.
За исключением утерянных военных картин, его работы, в основном, включают в себя пейзажи, написанные в манере импрессионизма. Художник умер в Генуе в 1958 году.